# طراد حمادة
طراد حمادة (1950 -) هو سياسي لبناني مقرب من حزب الله ووزير الزراعة سابقا.

## حياته ونشأته
طراد حمادة (من مواليد الهرمل سنة 1950)، سياسي لبناني مقرب من حزب الله ووزير سابق. تلقى دروسه الابتدائية في الهرمل والثانوية في الحكمة الأشرفية ودرس الفلسفة في الجامعة اللبنانية.
حاصل على دكتوراة بالفلسفة من جامعة السوربون في فرنسا. عمل أستاذاً في التعليم الثانوي وأستاذا محاضراً في الجامعة اللبنانية وفي جامعة أزاد الإسلامية بيروت. في 19 أبريل 2005 عين وزيراً للزراعة ووزيراً للعمل في حكومة الرئيس نجيب ميقاتي بعهد الرئيس إميل لحود. وعين في 19 يوليو 2005 وزيراً للعمل في حكومة الرئيس فؤاد السنيورة بعهد الرئيس إميل لحود ممثلاً لحزب الله، وبقي في منصبه إلى 11 نوفمبر 2006 تاريخ استقالته مع صحبة الوزراء الشيعة الآخرين.
متأهل من ديبة فهمي علو، ولهما سبعة أولاد·

## مؤلفاته
له عدة مقالات في الصحف العربية وعدة كتب في الفلسفة والأدب والشعر نذكر منها: فنطاسيا - الاسفار المكية - قمة الرجال العشرة - مشهد البحر - اجنحة الاشواق - تسبيح الروح - اسرار الحكمة والعرفان في شعر الإمام الخميني - ابن رشد في كتاب فصل المقال - تحديات الإصلاح والتنمية - اعلام الفكر في الإسلام.

## وصلات خارجية
مقال عن طراد حمادة في موقع إيلاف الموقع معطوب